# Ius Latii
Het ius Latii ("recht van Latium") was in het Romeins recht het geheel van rechten toegekend aan mensen die de Latinitas (Latijns burgerrecht) bezaten.
De coloniae latinae populi Romani werden als socii Latini (Latijnse bondgenoten) beschouwd. Zij hadden met Rome conubium en commercium, en haar inwoners konden onder zekere omstandigheden het Romeins burgerrecht verlangen.
Wat betreft het verwerven van het Romeins burgerrecht, onderscheidde men een Latium maius en minus. In de steden die het Latium minus hadden, werd het Romeins burgerrecht verkregen door het bekleden van een overheidsambt, in die met het Latium maius reeds door het lidmaatschap van de lokale senaat, de ordo decurionum.
Toen in 90 en 89 v.Chr. geheel Italia door de lex Iulia de civitate Latinis danda en de lex Plautia Papiria de civitate het Romeinse burgerrecht verkreeg, en in 89 v.Chr. Gallia Cispadana door de lex Pompeia de Transpadanis, en Gallia Transpadana in 49 v.Chr. door de lex Iulia de civitate Transpadanis danda, verdween het ius Latii in Italia.
Het werd vervolgens echter aan een aantal steden in de provinciae toegekend als een tussentoestand tussen de staat van peregrinus (vreemdeling, niet-Romein) en die van civis (Romeins burger). Zo schonk Vespasianus het ius Latii aan heel Hispania en aan bepaalde stammen in de Alpen. Hadrianus schonk het Latium (Latium dedit) aan verscheidene steden.
In 212 zou Caracalla met zijn Constitutio Antoniniana de civitate peregrinis danda, dat aan alle vrije burgers van het Romeinse Rijk Romeins burgerrecht verleende, het ius Latii de facto afschaffen.

## Referentie
- art. Ius Latii, in J.G. Schlimmer - Z.C. De Boer, Woordenboek der Grieksche en Romeinsche Oudheid, Haarlem, 19203, p. 350.